# Inflációs adó
Az úgynevezett inflációs adó a kormányzatoknak az indirekt, az infláció hatásából származó bevétele. Az infláció hatására a gazdaság szereplőinél lévő pénzkészletek értéke csökken, hiszen egységnyi pénzért kevesebb árut lehet megvásárolni. Ez a hatás az adósságok szempontjából kedvező, adott pénzegységnyi tartozást könnyebb megadni, ha az kevesebbet ér. Ha az infláció 5%, akkor 100 forintért egy év múlva 95 forintnyi árut tudunk megvásárolni. Ebben az esetben 100 forintnyi adósságot is a mai értéken vett 95 forintnyi áru ellenértékeként tudunk törleszteni. A kormányzatok szinte mindig el vannak adósodva (nettó kölcsönfelvevők), ezért az infláció terheiket csökkenti azok rovására, akik nettó készpénz tartók (vagyis akiknek több pénzük van mint adósságuk). Másképpen fogalmazva a kormányzatoknak ahhoz hasonló hasznuk származik az inflációból, mintha adót vetettek volna ki. Az inflációs adó jellegű jövedelemmel azok a kormányzatok élnek előszeretettel, amelyek nem képesek a közvetlen adókat hatékonyan begyűjteni. A hazai gazdaságtörténetben az Árpád-házi királyok korában a kamara haszna néven ismert inflációs adó a kincstár egyik jelentős bevételi forrása volt.
Magyarországon a 2021-ben indult inflációs ciklusban az állam ÁFA bevételei is eleinte kiugró mértékben növekedtek, ami szintén az inflációs adónak nevezett jelenség megnyilvánulása volt.

## Forrás
- OBLATH GÁBOR-VALENTINYI ÁKOS Seigniorage és inflációs adó - néhány makroökonómiai összefüggés magyarországi alkalmazása. Közgazdasági Szemle, XL. évf., 1993. 10. sz. (825-847. o.)